# Henrik Hedlund

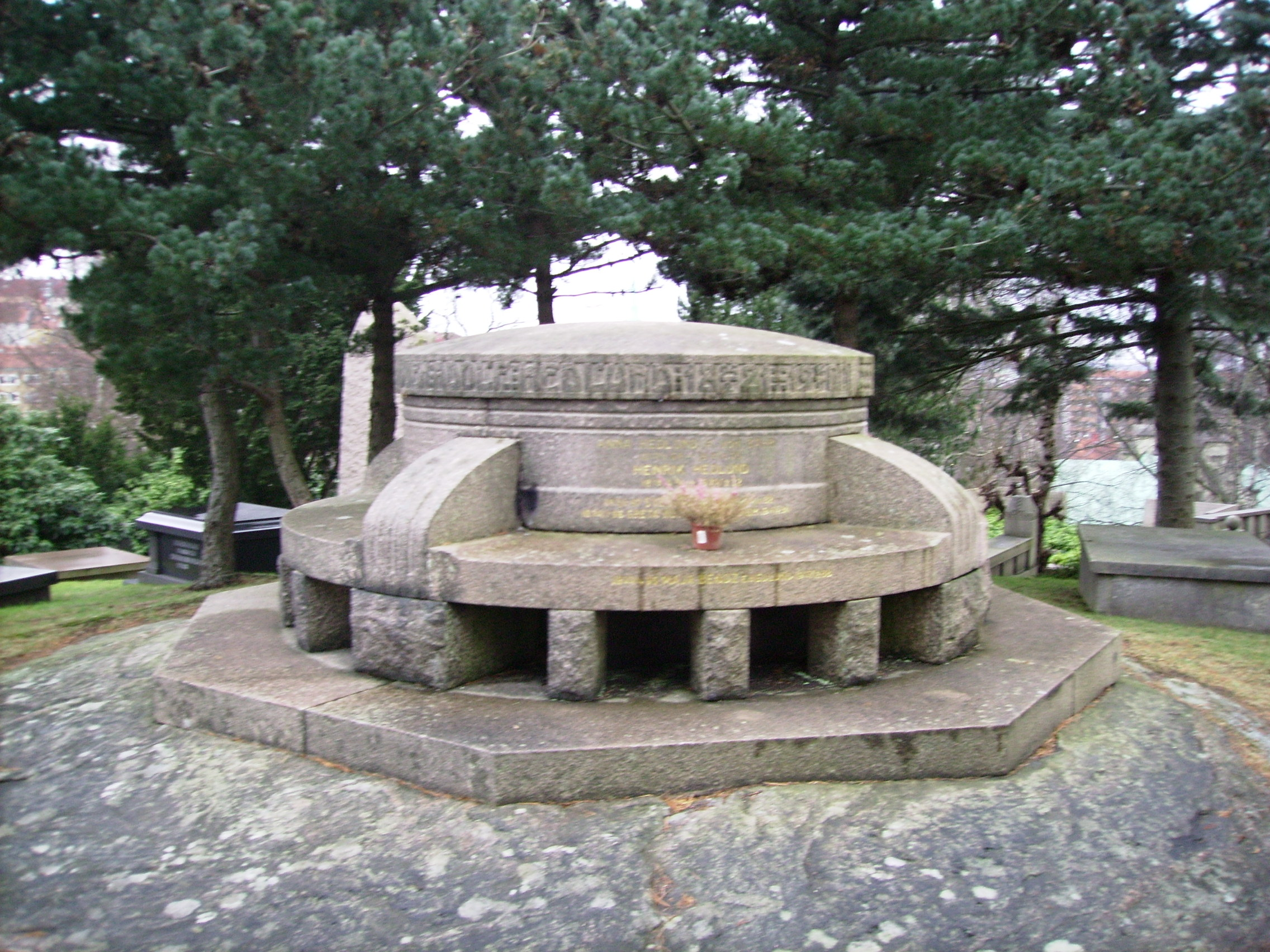
Henrik Hedlunds gravvård på Östra kyrkogården, Göteborg.

Henrik Hedlund, född 18 april 1851 på Menhammar på Ekerö, död 20 december 1932 i Gamlestan, Göteborg, var en svensk liberal politiker och vice ordförande i Frisinnade landsföreningen. Brorson till chefredaktören S. A. Hedlund och bror till arkitekten Hans Hedlund.
Hedlund blev student vid Uppsala universitet 1870, anställdes 1874 på Göteborgs Handels- och Sjöfartstidning, blev 1896 dess ansvarige utgivare och efter S. A. Hedlunds död, 1900, dess huvudredaktör. 
Han var under valperioden 1891–93 ledamot av andra kammaren för Göteborgs stads valkrets och tillhörde då Gamla lantmannapartiet, men blev vid valen hösten 1893 inte återvald, främst på grund av sitt motstånd mot 1891 års härordning. Han valdes åter för mandatperioderna 1900–02 och 1903–05 och tillhörde då Liberala samlingspartiet. Vid 1901 års riksdag tillhörde han den fraktion av detta, som medverkade till antagandet av det då genomförda härordningsförslaget. 1903 var Hedlund suppleant i konstitutionsutskottet, vid därpå följande riksdagar ordförande i tillfälligt utskott och vid 1905 års urtima riksdagar suppleant i de särskilda utskotten, som behandlade villkoren för unionens upplösning. 1905 undanbad han sig återval. 
Hedlund var engagerade sig för arbetarfrågor och inkallades 1899 i förliknings- och skiljenämndskommittén. Hedlund intog en framskjuten ställning inom pressens organisationer och representerade sina kollegor med ett flertal förtroendeuppdrag. I frisinnade landsföreningen var han under en period vice ordförande.
Henrik Hedlund utnämndes till hedersdoktor vid Göteborgs högskola 1923.